# Ciel, une quéquette !
Ciel, une quéquette ! (Eek, a Penis! en VO) est le cinquième épisode de la saison 12 de la série South Park.
Centré sur Janet Garrison et Eric Cartman, il traite d'éducation et de manipulations génétiques.

## Synopsis
L'épisode commence avec une Mme Garrison dépressive, racontant à ses élèves le drame qu'elle vit depuis son changement de sexe notamment après avoir vu Thomas Beatie chez Oprah Winfrey. Elle part dans un coup de folie et dévaste la classe, arrêtée par Mackey et Victoria. Cette dernière doit nommer un remplaçant parmi les élèves. Cartman se désigne, et malgré les hésitations de la principale, il est nommé à son grand plaisir remplaçant. Mme Garrison cuve sa déprime chez elle et apprend à la télé qu'il existe des moyens, par la culture génétique, de reconstituer des organes comme des oreilles par exemple, sur des souris. À l'école, les résultats des élèves de Cartman sont excellents (vu que tout le monde a triché au dernier contrôle) et des inspecteurs de l'Académie proposent à Cartman d'enseigner dans les quartiers difficiles.  Cartman se fait passer pour Señor Cartmanez, un mexicain, pour soigner son image auprès d'eux.
Mme Garrison a réussi la culture cellulaire sur une souris, et un pénis y a poussé. Cependant, en voulant « tester » l'engin, elle fait s'échapper la souris avec son pénis. Le pénis de Mme Garrison s'échappe du laboratoire et celle-ci doit lui courir après. Cartman quant à lui, apprend aux jeunes de banlieue à tricher correctement. Alors qu'il tente d'apprendre la triche aux élèves récalcitrants, c'est Linda Stotch qui découvre le pénis de Mme Garrison. Elle alerte Stephen et Butters qui aperçoivent le pénis de Mme Garrison que Butters reconnaît, ce que Stephen comprend de travers. Cartman apprend à ses élèves à mémoriser les réponses des contrôles et à utiliser les caméras. Il doit toutefois continuer à traiter des cas particuliers d'élèves comme une fille enceinte, à qui il conseille d'avorter. Mme Garrison parcourt moult périls pour récupérer son pénis notamment à la police. (Avec un portrait robot peu ressemblant). La police et Mme Garrison poursuivent le pénis, et la souris qui le porte ; ces derniers se lancent alors dans un duo musical tout droit sorti de Fievel et le Nouveau Monde.
Alors qu'elle pense que tout est perdu, Mme Garrison retrouve son pénis. Les élèves de Cartman remportent un test national, hyper standardisé et sécurisé grâce à la « méthode des blancs » pour laquelle Cartman est hautement salué. Quant à Mme Garrison, elle redevient finalement M. Garrison après 47 épisodes en femme. Il fait une morale sophistique sur le fait que tout ce qui ne peut pas faire d'enfant est un homme y compris la femme d'un collègue, stérile après un cancer des ovaires, que Garrison soupçonne d'être un homme...

## Production
L'épisode est sous rating « TV-MA » (Mature audience) aux USA et seulement interdit aux moins de 10 ans en France.